# Montechiaro d’Asti
Montechiaro d’Asti ist eine Gemeinde in der italienischen Provinz Asti (AT), Region Piemont.

## Lage und Einwohner
Montechiaro d’Asti liegt etwa 16 km nordwestlich von der Provinzhauptstadt Asti entfernt. Das Gemeindegebiet umfasst eine Fläche von zehn km² und hat 1258 Einwohner (Stand 31. Dezember 2023). Die Gemeinde ist ein Teil der Comunità Collinare Val Rilate und Verwaltungssitz der Verwaltungsgemeinschaft. Zu den Ortsteilen (frazioni) gehören Nocciola und Regione Reale. Die Nachbargemeinden sind Camerano Casasco, Chiusano d’Asti, Cortanze, Cossombrato, Cunico, Montiglio Monferrato, Soglio und Villa San Secondo.

## Geschichte
Zwischen 1882 und 1915 wurde Montechiaro d'Asti von der Straßenbahn Asti-Cortanze bedient. Montechiaro d’Ast hat seit 1912 einen Bahnhof an der Bahnstrecke Chivasso–Asti. Am 17. Juni 2012 wurde der Personenverkehr aber stillgelegt.
In den Jahren des Zweiten Weltkriegs, zwischen 1940 und 1943, wurden 15 jüdische Flüchtlinge, darunter Familien mit Kindern, in Montechiaro interniert. Nach dem 8. September 1943, mit der deutschen Besatzung, löste sich die Gruppe umgehend auf. Am Ende gelang es fast allen Internierten, sich zu retten. Einige blieben in der Gegend versteckt, die meisten fanden Zuflucht in der Schweiz. Die einzige tragische Ausnahme bildet Kabiljo Levi, der am 1. Dezember 1943 verhaftet und im Februar 1944 in Auschwitz deportiert und getötet wurde. Auch drei piemontesische Juden wurden in Montechiaro verhaftet. Elda und Rita Colombo am 7. Dezember 1943 und Aldo Colombo am 23. August 1944.

## Umgebung
Etwa zwei Kilometer nördlich steht auf einem Hügel die romanische Chiesa dei Santi Nazario e Celso, gegen Mitte des 12. Jahrhunderts als einfache Saalkirche erbaut. Sie ist rundum dekoriert durch den für das Monferrato typischen Wechsel aus rotem Backstein und weißem Kalkstein, aber auch mit geometrischen und floralen Motiven an den Biforien, Dachrändern und Portalen. 

## Galerie

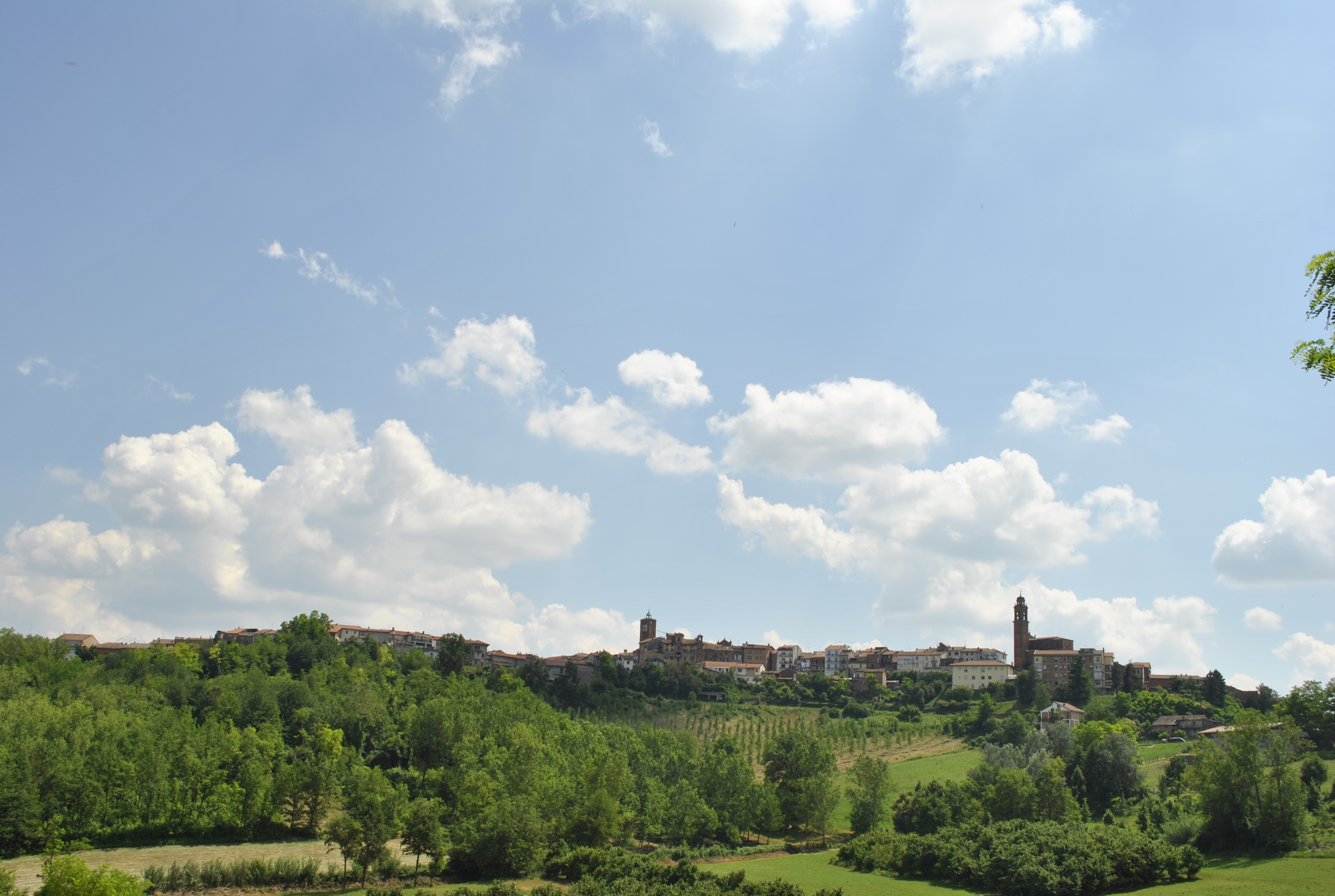
Landschaft bei Montechiaro d'Asti
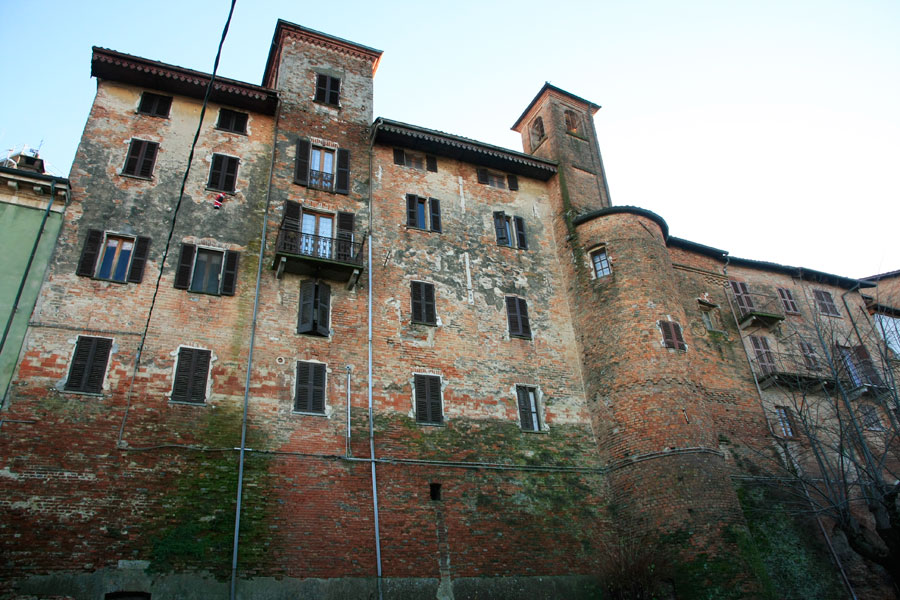
Blick auf Montechiaro d'Asti
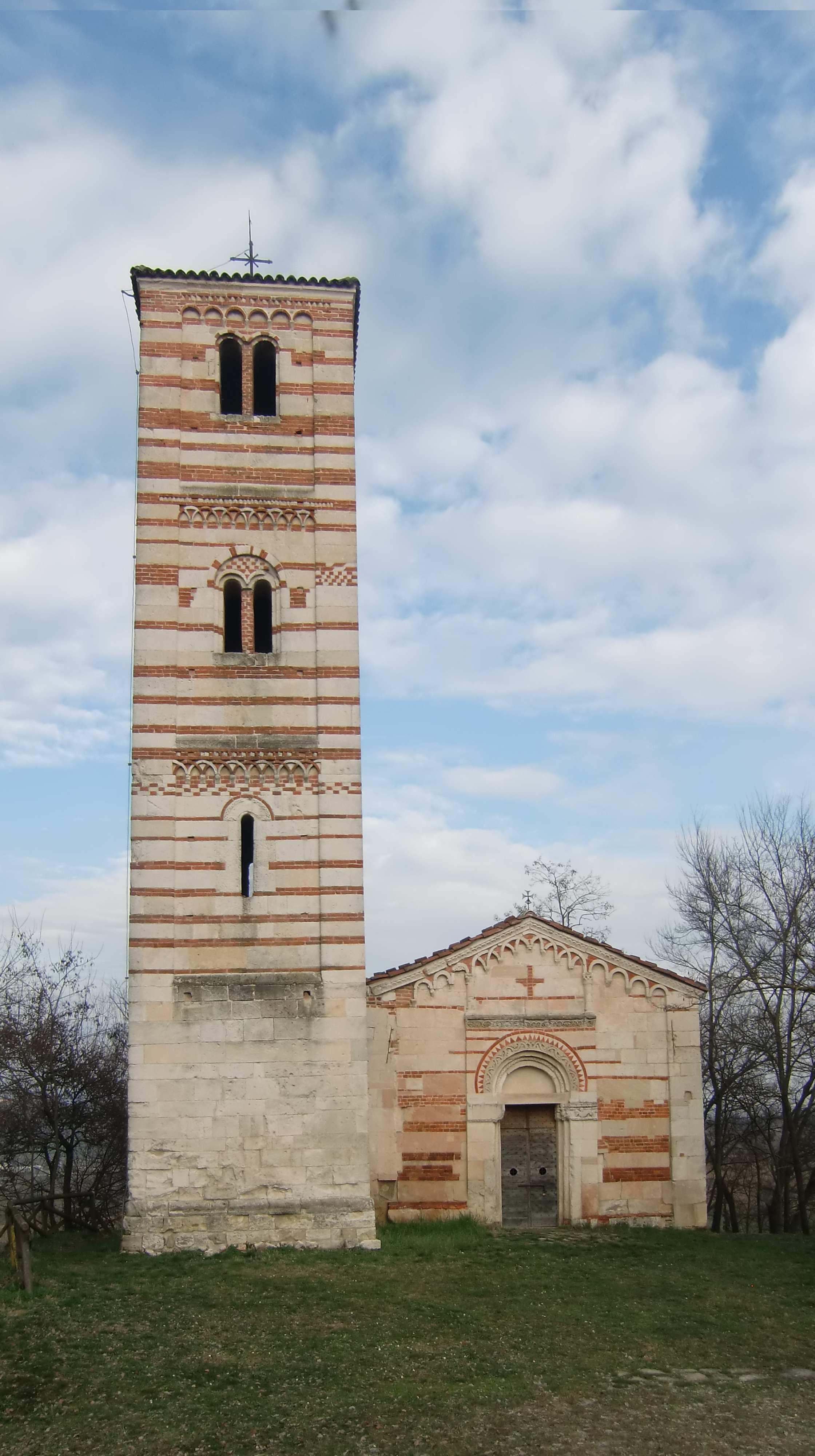
Chiesa dei Santi Nazario e Celso
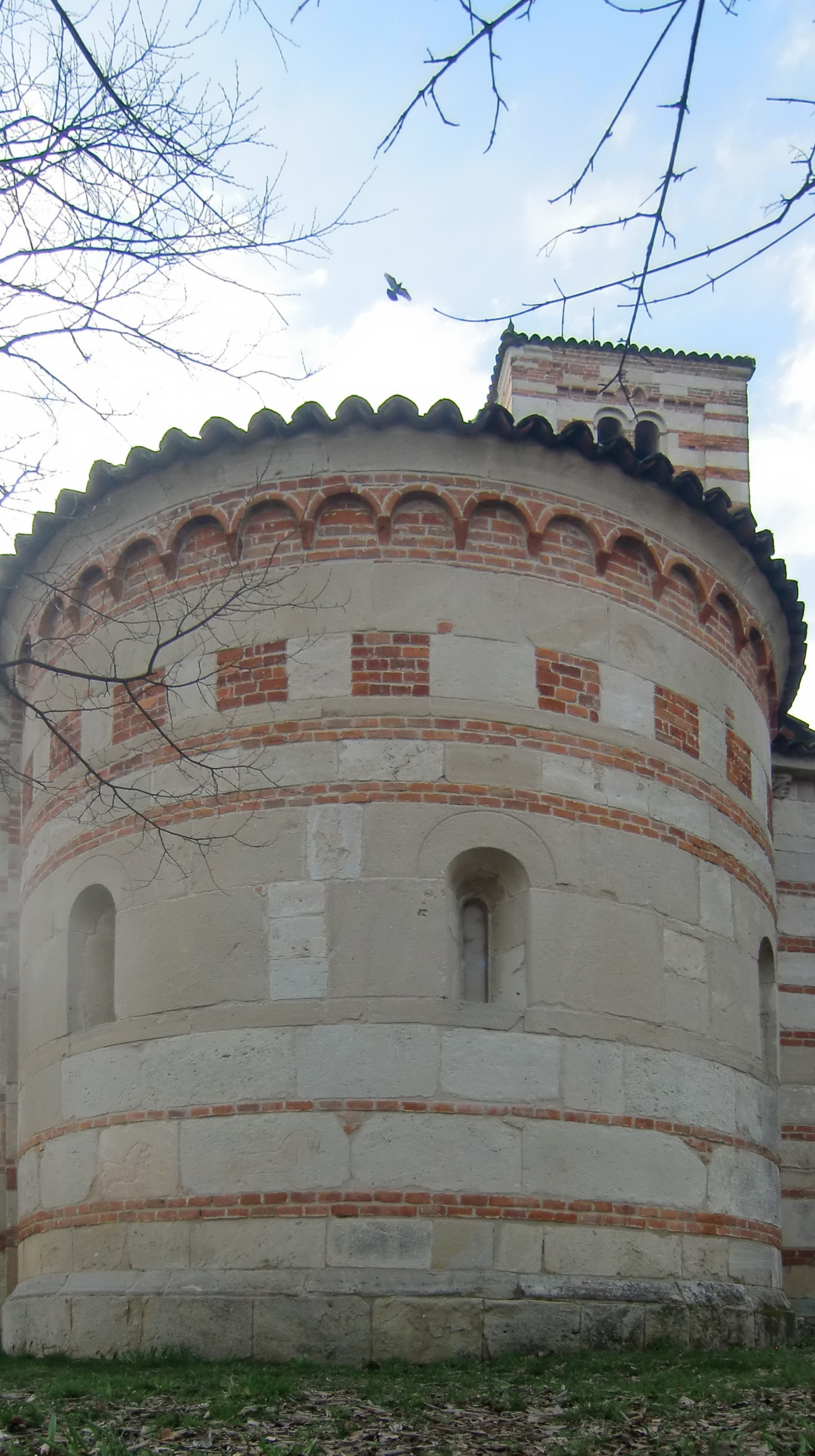
Apsis
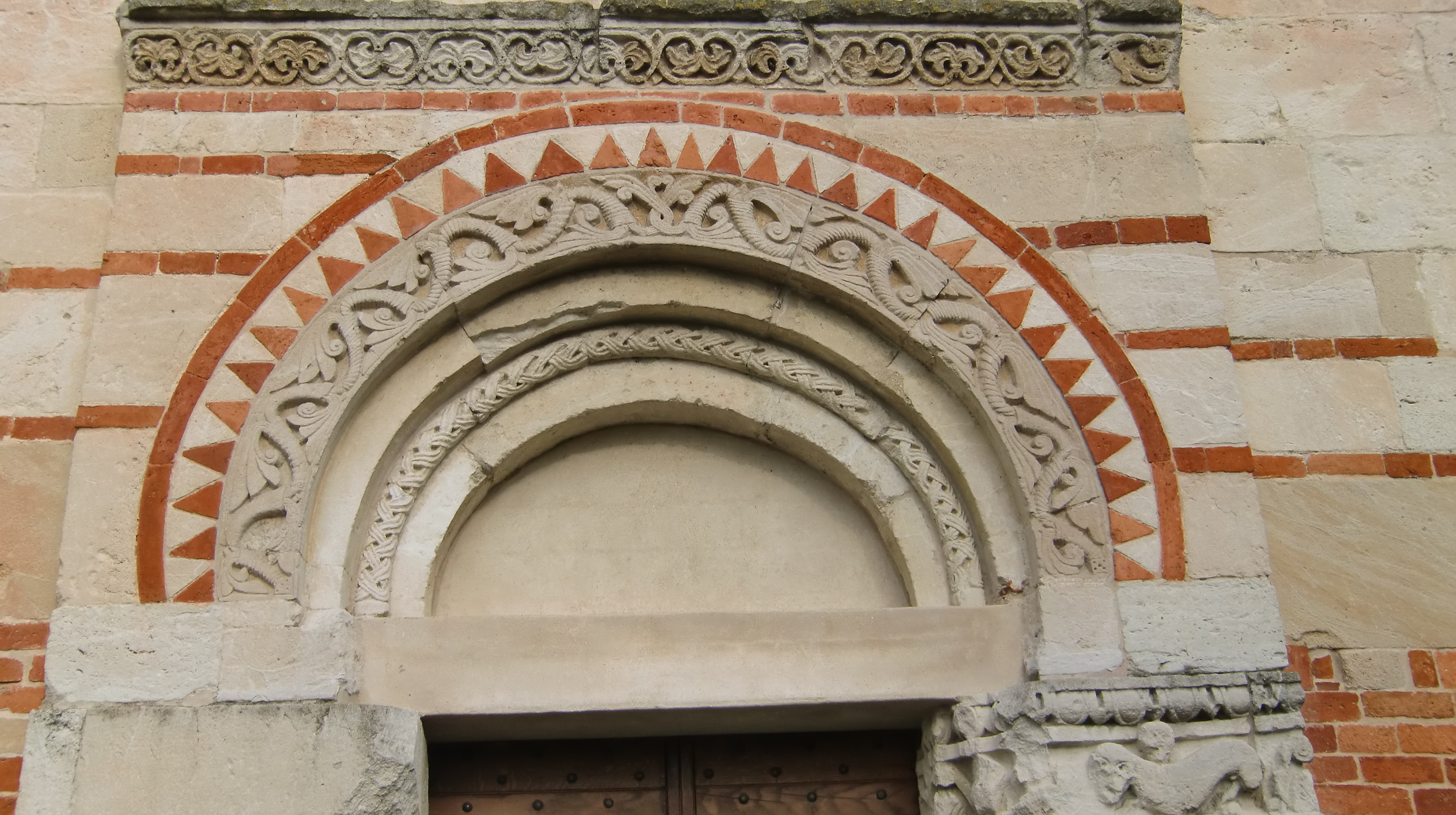
Detail

## Kulinarische Spezialitäten
In Montechiaro d’Asti werden Reben der Sorte Barbera für den Barbera d’Asti, einen Rotwein mit DOCG Status, sowie den Barbera del Monferrato angebaut. Auch ist die Gemeinde bekannt für ihre Trüffel. Seit 1988 findet jedes Jahr im November die Nationale Messe für Weiße Trüffel mit Ausstellungen und Verkostungen des Produkts statt.

## Persönlichkeiten
- Giovanni Pastrone, auch bekannt unter seinem Künstlernamen Piero Fosco (* 13. September 1883, Montechiaro d’Asti, Italien; † 27. Juni 1959, Turin, Italien), ein italienischer Filmregisseur, Drehbuchautor, Schriftsteller und Schauspieler.

## Gemeindepartnerschaft
- Finale Ligure, seit 2000